# Daqing
Daqing (forenklet kinesisk: 大庆; traditionel kinesisk: 大慶; pinyin: Dàqìng; Wade-Giles: Tà-ch'ìng) er en by på præfekturniveau i provinsen Heilongjiang i det nordøstlige Kina. Befolkningen i byen anslås (31. december 2001) til 861.000 mennesker, mens hele præfekturet har 1,4 millioner indbyggere.
«Daqing Oilfield Company Limited» har hovedkvarter i Daqing og er operatør på Daqingfeltet, som er verdens fjerde største oliefelt.

## Administrative enheder
Daqing bypræfektur har jurisditijon over 5 distrikter (区 qū), 3 amter (县 xiàn) og et autonomt amt(自治县 zìzhìxiàn). 
| Kort             | Kort                    | Kort                  | Kort                         | Kort                   | Kort        | Kort      |
| ---------------- | ----------------------- | --------------------- | ---------------------------- | ---------------------- | ----------- | --------- |
| Kort over Daqing |                         |                       |                              |                        |             |           |
| #                | Navn                    | Hanzi                 | Pinyin                       | Befolkning (2003 est.) | Areal (km²) | Indb./km² |
| Distrikter       |                         |                       |                              |                        |             |           |
| 1                | Sairt                   | 萨尔图区              | Sà'ěrtú Qū                   | 260 000                | 549         | 474       |
| 2                | Longfeng                | 龙凤区                | Lóngfèng Qū                  | 160 000                | 510         | 314       |
| 3                | Ranghulu                | 让胡路区              | Rànghúlù Qū                  | 380 000                | 1 394       | 273       |
| 4                | Datong                  | 大同区                | Dàtóng Qū                    | 250 000                | 2 235       | 112       |
| 5                | Honggang                | 红岗区                | Hónggǎng Qū                  | 130 000                | 812         | 160       |
| Amt              |                         |                       |                              |                        |             |           |
| 6                | Zhaozhou                | 肇州县                | Zhàozhōu Xiàn                | 440 000                | 2 445       | 180       |
| 7                | Zhaoyuan                | 肇源县                | Zhàoyuán Xiàn                | 450 000                | 4 198       | 107       |
| 8                | Lindian                 | 林甸县                | Líndiàn Xiàn                 | 270 000                | 3 591       | 75        |
| Autonomt amt     |                         |                       |                              |                        |             |           |
| 9                | Dorbod (For mongolerne) | 杜尔伯特蒙古族 自治县 | Dù'ěrbótè Měnggǔzú Zìzhìxiàn | 250 000                | 6 427       | 39        |

## Trafik
Kinas rigsvej 301 går fra Suifenhe via blandt andet Mudanjiang, Harbin og Qiqihar til Manzhouli i Indre Mongoliet.